# Associação Gaita-de-fole
La Associação Gaita-de-fole (Asociación Gaita de fuelle) es una organización sin fines lucrativos, formada oficialmente en 1994 por entusiastas de las tradiciones folclóricas portuguesas - principalmente las referentes a las gaitas de fuelle gallega y trasmontana. Las contribuciones de los voluntarios han sido de las más diversas materias, como artesanos, músicos, antropólogos y profesores, entre profesionales y aficionados.

## Actividades
La Associação tiene la sede en Lisboa, y su principal objetivo es la preservación de la gaita trasmontana, cuya tradición sufrió serio riesgo de extinción ya a finales de los años ochenta del siglo XX. Las acciones para la recuperación del folclore trasmontano han sido diversas, como la construcción de nuevos instrumentos, la realización de cursos y la búsqueda de mucho material in loco. La búsqueda ya ha producido un rico acervo de entrevistas, imágenes y grabaciones, muchas de gaiteros pertenecientes a la antigua generación de músicos tradicionales del instrumento, y que poco tiempo después acabarían muriendo. Ha hecho así un inestimable registro histórico de esos artistas populares.
Los cursos de la Escola de Gaitas (Escuela de Gaitas) acostumbran ser anuales, divididos en tres niveles. La gaita trasmontana generalmente es reservada a los niveles más avanzados, siendo presentada primeramente a los alumnos la gaita gallega. Como la institución no tiene fines lucrativos, aún carece de una sede propia, ocupando las aulas espacios cedidos, como el Centro Alentejano de Lisboa. Se ofrece a los alumnos la posibilidad de alquilar un instrumento o comprarlo directamente del taller del grupo.
El taller de la Associação manufactura los más diversos tipos de gaitas, hay incluso accesorios como paletas, utilizándose diferentes maderas como materia prima. La calidad de los instrumentos es excelente. El taller es un sector estratégico de la Associação para la propagación de la cultura de las gaitas de fuelle, y pone el instrumento a disposición de un creciente número de interesados.
La Associação también apoya la divulgación de importantes eventos nacionales referentes a las tradiciones portuguesas, participando directa o indirectamente. Entre ellos, se destacan: Encontro Nacional de Gaiteiros, Andanças, Festa Trad, Encontro Regional de Gaiteiros da Pena, Palheta Bendita, Tocar de Ouvido, Por Tierras de L' Rei y L' Burro i L' Gueiteiro. Uno de los principales vehículos de divulgación es el boletín electrónico, enviado gratuitamente a socios y no socios.

### Gaitafolia
Gaitafolia es un conjunto musical formado por los miembros de la AGF, entre profesores y alumnos, con gaitas de fuelle y otros instrumentos construidos exclusivamente en su local. El bautismo fue durante la Expo 98 y junto a la famosa banda Gaiteiros de Lisboa, llevando a cabo desde entonces innumerables presentaciones y conciertos al lado de otras bandas de renombre, como Galandum Galundaina, Mandrágora y Dazkarieh. El repertorio varía entre músicas tradicionales y modernas.

## Reconocimiento
Durante su trayectoria de intensivo trabajo, la Associação Gaita-de-fole ha conseguido distintos apoyos para sus proyectos de divulgación de la gaita trasmontana, como los siguientes: Ministerio portugués de la Cultura, Instituto de Artes, Bagpipe Society, Asociación Lelia Doura, Pédexumbo y At-Tambur.